# 中国工农红军援西军
中国工农红军援西军，简称援西军，顾名思义，即“增援西路军的部队”。是中国工农红军曾经存在的一个方面军级编制。
1936年10月由中国工农红军红四方面军主力2.18万人（占当时红军总数的2/5），遵照中共中央的命令组成西路军，西渡黄河作战，希望占领甘肃和宁夏，但是因为装备落后，没有群众基础，而且作战目标不一，5个月后大部分被马家军歼灭。
为增援西路军，1937年2月27日，中革军委命令组建援西军，司令员刘伯承、政治委员张浩、参谋长左权（后李达）、政治部主任刘晓（后宋任穷）。命令以红四军、红三十一军、红二十八军、红三十二军为援西军部队。
当援西军进抵镇原、平凉、固原地区后，得知西路军已失败。随后，援西军的任务改为就地驻防，收容西路军失散人员。
1937年8月，援西军主力改编为八路军第129师，投入抗日战争战场。